# Teologija
Bogoslovlje ili teologija (od grč. θεός, theós – Bog i λόγος, lόgos – riječ, govor, znanost o Bogu, govorenje o Bogu) je proučavanje Boga ili religiozno učenje koje nastoji usustaviti i potkrijepiti vjerske dogme i vjerovanja. Teologija je izučavanje pojave i biti najvišeg duha ili bića te odnos između njega, svijeta i čovjeka.
Teologija je i visoka škola, fakultet na kojem se studenti pripravljaju za svećenički red. Hrvatski izraz je bogoslovija.
Teologija se trudi razraditi i razvijati teorije u odnosu na dogmatsku cjelinu koju štuju različite vjere odnosno vjernici. Dok je u judaizmu svetinja izražana Elohimom i Jahveom, u kršćanstvu božanstvo poprima formu trojednog Boga: Oca, Sina i Duha Svetoga. U hinduizmu se najčešće izražava brahmanom i atmanom. U Kini je izražena u Tao-u, njegovom tamnom i svijetlom aspektu jing-jang. U arapskom svijetu (islam) božanstvo je Alah, kojega objavljuje njegov poslanik Muhamed. Božanstvo u svojoj teološkoj univerzalnosti općenito poprima odlike naravi, bića, logosa, duha, razuma, milosrdnosti, istine, apsoluta, sveprivlačnosti, ono je summum bonum, stvoritelj, spasitelj, jedini.
Bavi se pitanjima vjere, govorom o Bogu, o njegovoj naravi. U kršćanstvu promišlja o Isusu Kristu, o Crkvi i o drugim vjerskim sadržajima na temelju objave (Biblija) i predaje (tradicija). Katolički studij teologije sastoji se od nekoliko važnih cjelina iz kojih izviru pojedini kolegiji: filozofija, dogmatska teologija, fundamentalna teologija, crkvena povijest, religiozna pedagogija i katehetika, pastoralna teologija, moralna teologija, naravna teologija, crkveno pravo te studij latinskoga, grčkog, hebrejskog i staroslavenskog jezika. Zbog komunističkog razdoblja laici nisu studirali teologiju zbog nemogućnosti zaposlenja, dok je ona oduvijek na zapadu bila predmet istraživanja te je mnoštvo znanstvenika na tom području koji su laici.
Školski predmet koji iz katoličke teologije izvire je vjeronauk ili nauk o vjeri koji se bavi učenjem o Bogu i čovjeku.

## Vanjske poveznice
|  | Zajednički poslužitelj ima još gradiva o temi Bogoslovlje |